# Lotte Rømer
Lotte Rømer (* 12. Dezember 1950 in Hvidovre) ist eine dänische Musikerin (Piano und Gitarre, Gesang, Komposition) und Autorin.

## Leben
Rømer stammt aus einer musikalischen Familie: ihre Eltern waren Musiklehrer; ihre Geschwister Hanne und Ole Rømer sind ebenfalls Musiker. Von 1958 bis 1964 erhielt sie Geigenunterricht bei dem Geiger Hans Nissen. Daneben spielte sie auch Klavier und Gitarre und trat bereits als Kind, später in Jugendorchestern auf. Nach dem Abschluss an der Staatsschule Rødovre 1970 absolvierte sie die Königliche Musikakademie und ein Studium der Musikwissenschaften an der Universität Kopenhagen.
Rømer gründete mit Irene Becker, ihrer Schwester Hanne und der Schlagzeugerin Karen Mortensen 1975 die Rockband Hos Anna, die als eine der frühen Frauenbands in Dänemark einen ihrer ersten Auftritte beim Frauenfestival im Fælledparken, Kopenhagen, im August 1975 vor etwa 40.000 Zuschauerinnen hatte; so wurde sie zu einer populären Gruppe in Dänemark. Als Sängerin, Pianistin und Gitarristin veröffentlichte sie 1977 zwei LPs mit der Gruppe. 1977 entstand zudem ein Album mit ihrer Schwester unter dem Titel Solskin. 1979 holte C.V. Jørgensen sie als Keyboardspielerin zu den Aufnahmen für sein Album Solgt til Stanglakrids.
Seit 1979 trat sie mit ihrer Lotte Rømer Band auf und veröffentlichte mehrere Alben unter eigenem Namen. 1995 erhielt sie das Stipendium der Rektorin Ingrid Jespersen der Dänischen Frauengesellschaft; ein Tinnitus-Leiden beendete ihre Karriere als Musikerin. Von 1996 bis 1998 war sie Mitglied des Komitees für rhythmische Musik im Statensens Kunstfonds. Von 2010 bis 2020 leitete Rømer den Firmenchor The Natural Voice des Hörgeräteherstellers Widex. Darüber hinaus hat sie eine Vielzahl von Liedern und Chorsätzen komponiert und arrangiert.
Zudem hielt Rømer Vorträge über den Umgang mit Hörproblemen, insbesondere über ihre eigene Erfahrungen mit Hörverlust und Tinnitus. Sie veröffentlichte nach zwei Büchern zum Thema Hören und Hörverlust 2017 das autobiographische Buch Sølvfuglens Vinger.

## Diskographische Hinweise
- Lotte Rømer Solo (1979)
- Lotte Rømer 2 (1981)
- Lotte Rømer 3-1 (1982)
- Mama Rouge (1983)
- Farlig Fredag (1988)
- 12 sange af Lotte Rømer (1990)